# Deutominettia
Deutominettia är ett släkte av tvåvingar. Deutominettia ingår i familjen lövflugor.
Kladogram enligt Catalogue of Life:
| Deutominettia | \| \| Deutominettia approximata \| \| \| \| \| \| Deutominettia geniseta \| \| \| \| |
|               | \| \| Deutominettia approximata \| \| \| \| \| \| Deutominettia geniseta \| \| \| \| |
|               | Deutominettia approximata                                                            |
|               |                                                                                      |
|               | Deutominettia geniseta                                                               |
|               |                                                                                      |